# George Pierce Baker (Theaterwissenschaftler)

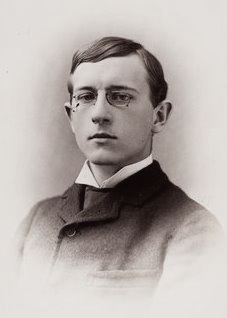
Baker, 1886

George Pierce Baker (* 4. April 1866 in Providence, Rhode Island; † 6. Januar 1935) war ein englischer Theaterwissenschaftler, Professor für Anglistik in Harvard und Yale und Autor von Dramatic Technique, einer Kodifizierung der Prinzipien des Dramas.

## Werdegang
Baker, Sohn eines wohlhabenden Arztes, schloss sein Studium am Harvard College 1887 ab, war Chefredakteur des Harvard Monthly und unterrichtete von 1888 bis 1924 am Englischen Seminar in Harvard. Im Jahr 1905 gründete er seinen „47 Workshop“ für das Schreiben von Theaterstücken. Es war zugleich ein Forum für die Aufführung von Stücken, die in seinem Seminar entstanden.
Er war maßgeblich am Aufbau der Harvard Theatre Collection in der Harvard University Library beteiligt. 1908 rief er den Harvard Dramatic Club ins Leben. In dem Jahr hielt Baker ein Seminar über Shakespeare und das englische Drama an der Sorbonne (Paris). In der Folge dieses internationalen Erfolgs lancierte er auch in den USA regelmäßige Vortragsreisen, etwa zum Thema „The Drama as a Social Force“.
1914 wurde er zum Fellow der American Academy of Arts and Sciences gewählt. Da es ihm nicht gelang, Harvards Dekan davon zu überzeugen, einen Abschluss in Dramaturgie anzubieten, wechselte er 1925 an die Yale University, wo er an der Gründung der Yale School of Drama beteiligt war. Er blieb dort bis zu seiner Pensionierung im Jahr 1933.
Er war mit Christina Hopkinson, der Nichte des Harvard Universitäts-Präsidenten Charles William Eliot, verheiratet. Bakers Sohn, George P. Baker, wurde Dekan der Harvard Business School.

## Bakers Zugang zur Theaterwissenschaft
Sein Handbuch, Dramatic Technique (1919), galt als Kodifikation des klassisch-strukturierten Dramas seiner Zeit. Der Professor galt als besonders modern, weil er sich in Vorlesungen auch mit lebenden Schriftstellern befasste. Baker war vor allem vom Wert des Realismus überzeugt. Er beschäftigte sich in Lehre und Forschung mit Dimensionen des Theaters, die über den Text hinausgingen, etwa Bühnenbild, Beleuchtung, Kostümierung und der Geschichte der Theaterkritik. Amerikanisches Gegenwarts- und englisches Renaissance-Theater waren seine Hauptforschungsfelder. Bakers Professur umfasste auch die Rhetorik; er entwickelte sich zum Fachmann für Debatte und veröffentlichte darüber.

## Schüler
Unter Bakers Schüler waren George Abbott, Philip Barry, S.N. Behrman, Hallie Flanagan, John Dos Passos, Sidney Howard, Samuel Hume, Stanley McCandless, Eugene O’Neill, Florence Ryerson, Edward Sheldon, Josephine Van de Grift, Maurine Dallas Watkins und Thomas Wolfe.
Edward Sheldons früher Broadway Erfolg Salvation Nell (1908 auf Broadway; 1921 und 1931 verfilmt), entstand aus Bakers Seminar, und war ein Vorzeigestück von Bakers dramaturgischer Methode. Der Student Sheldon hatte am North End von Boston beobachtet, wie die Mitglieder der Heilsarmee sich um Bedürftige bemühten. Aus den Eindrücken entstand ein bedeutendes Werk des amerikanischen Realismus.
Eugene O’Neill, der zu den berühmtesten amerikanischen Theaterautoren seines Jahrhunderts gehört, war wohl Bakers bekanntester Schüler. Die Direktorin des sozialkritischen Federal Theater Project, Hallie Flanagan, war ebenso von Bakers Idealen geprägt. Der spätere Zeichner des Wochenmagazins The New Yorker, Gluyas Williams, entwarf als Student das Logo des 47 Workshop. Darauf waren vier Pierrots.

## Publikationen (in Auswahl)
- The Principles of Argumentation (1895).
- The Development of Shakespeare as a Dramatist (1907).
- Herausgeber, Plays of the 47 Workshop (1918–1925).
- Dramatic Technique (1919).